# سنجاقک دم‌آبی
سنجاقک دم‌آبی (نام علمی: Ischnura elegans) نام یک گونه از تیره سنجاقک‌های برکه در سرده دم‌چنگالی‌ها است. این سنجاقک‌ها در اروپا زندگی می‌کنند.